# Zbigniew Karnicki
Zbigniew Karnicki (ur. 29 stycznia 1940 w Warszawie) – polski ichtiolog, technolog przetwórstwa ryb.

## Życiorys
Absolwent Wydziału Rybackiego Wyższej Szkoły Rolnicza w Olsztynie, którą ukończył w 1964. Następnie Wydziału Rybactwa Morskiego i Technologii Żywności Akademii Rolniczej w Szczecinie, gdzie uzyskał stopień doktora w 1974.
W latach 1959–1962 pracował jako asystent w Instytucie Rybactwa Śródlądowego w Olsztynie. Następne lata pracy zawodowej przypadają na lata 1962–1965, w których pełnił stanowiska pomocnika kucharza i technologa na statkach rybackich w Przedsiębiorstwie Połowów Dalekomorskich i Usług Rybackich „Odra”, "Świnoujście". Lata 1965–1978 był Kierownikiem Zakładu Technologii w Morskim Instytucie Rybackim Gdyni. Od roku 1979 do 1986 pracował jako technolog P4 w Departamencie Rybołówstwa. Organizacja ds. Wyżywienia i Rolnictwa FAO/ONZ w Rzymie we Włoszech.
W latach 1988–1993 pełnił funkcję Dyrektora w Morskim Instytucie Rybackim w Gdyni; 1993–1996, Departament Rybołówstwa, Organizacja ds. Wyżywienia i Rolnictwa FAO/ONZ, (Senior Oficer), Rzym; 1996–1999, Przedstawiciel Organizacji ds. Wyżywienia i Rolnictwa FAO/ONZ na obszar Europy Środkowo-Wschodniej, Budapeszt, Węgry; 1999–2002, Organizacja ds. Wyżywienia i Rolnictwa FAO/ONZ Departament Rybołówstwa, Rzym Włochy, gdzie pełnił funkcję Dyrektora ds. Polityki i Planowania).
W latach 2002–2008 pracował jako Z-ca dyrektora ds. Naukowych w Morskim Instytucie Rybackim Gdyni. W ostatnim rozdziale pracy zawodowej, lata 2008–2021 pełnił funkcję Głównego Specjalisty ds. Wspólnej Polityki Rybackiej Unii Europejskiej w Morskim Instytucie Rybackim Gdyni.

## Działalność organizacyjna, społeczna
W trakcie pracy zawodowej prowadził działalność organizacyjną i społeczną. Przykładem jest tutaj pełniona funkcja koordynatora krajowego programu badawczego „Wykorzystanie mórz i oceanów” obejmującego również badania zasobów ryb i kryla w Antarktyce (1974–1979). W latach 1976–1977 był kierownikiem największej polskiej morskiej ekspedycji antarktycznej, a w okresie 1989–1991 Przewodniczącym Komitetu Rybackiego FAO, którego posiedzenia są światowym forum rybackim. Jest dotychczas jedynym Polakiem wybranym na tę zaszczytną funkcję i to dwukrotnie (2009–2011). W roku 1991 stworzył czasopismo "Wiadomości Rybackie”, którego był redaktorem naczelny do roku 2021. Periodyk wydawany był przez Stowarzyszenie Rozwoju Rybołówstwa, a od roku 2004 przez Morski Instytut Rybacki w Gdyni.
W latach 1991–1993 pełnił funkcję wiceprezydenta w Międzynarodowej Radzie Badań Morza w Kopenhadze.
W 1992 został wybrany na Przewodniczącego Komitetu Redakcyjnego w trakcie światowej konferencji w Meksyku dotyczącej odpowiedzialnego rybołówstwa. Doprowadził, po niezmiernie trudnych negocjacjach do przyjęcia tzw. Deklaracji z Cancun, która wniosła poważny wkład w przygotowanie Konferencji Narodów Zjednoczonych w Rio de Janeiro w 1992 roku nt. środowiska i rozwoju (UNCED) a zwłaszcza jej Agendy 21 oraz dała początek do opracowania przez FAO Kodeksu Odpowiedzialnego Rybołówstwa, którego jest jednym z tzw. „ojców chrzestnych”.
Lata 1997–1999 był przedstawicielem Organizacji ds. Wyżywienia i Rolnictwa FAO/ONZ na Europę Środkowo Wschodnią z zadaniem organizacji biura regionalnego w Budapeszcie. Był wielokrotnym przewodniczącym lub tzw. speaker'em polskiej delegacji na obradach Międzynarodowej Komisji Rybołówstwa Morza Bałtyckiego, Komisji Rybackiej Północno-Wschodniego Atlantyku, Konwencji Morza Beringa i Komisji Europejskiej.
Przez trzy kadencje pełnił funkcję Honorowego Przewodniczącego Zgromadzenia Ogólnego Bałtyckiej Rady Doradczej.

## Dorobek naukowy, popularno-naukowy, dydaktyczny i gospodarczy
Współautor 4 książek z dziedziny technologii przetwórstwa ryb i autor ponad 200 publikacji popularno-naukowych, autor 7 patentów. W okresie 1988–1993 pełniąc funkcję dyrektora Morskiego Instytutu Rybackiego (MIR) w Gdyni osobiście przyczynił się do zakończenia inwestycji nowej siedziby Instytutu oraz był inicjatorem pomysłu i doprowadził do budowy wspólnego statku badawczego dla MIR i Instytutu Meteorologii i Gospodarki Wodnej r/v Baltica, który został zbudowany i wszedł do eksploatacji w 1993 roku.

## Odznaczenia
- Krzyż Oficerski Orderu Odrodzenia Polski (2005)[3]
- Krzyż Kawalerski Orderu Odrodzenia Polski
- Złoty Krzyż Zasługi
- Złota Odznaka honorowa „Zasłużony Pracownik Morza”
- Medal im. Profesora Kazimierza Demela (1994)[2]